# Luis Peña
Luis Peña (Nápoles, 5 de julho de 1993) é um lutador italo-americano de artes marciais mistas, atualmente competindo na divisão leve do Ultimate Fighting Championship.

## Início
Luis nasceu em Nápoles enquanto seus pais serviam a marinha dos Estados Unidos na Itália, mas foi adotado por um casal latino-americano. Ele começou a treinar wrestling no ensino médio enquanto estudava na Little Rock Central High School.

## Carreira no MMA

### The Ultimate Fighter
Peña competiu pelo Time Cormier no The Ultimate Fighter: Undefeated. Ele enfrentou  Jose Martinez Jr. no terceiro episódio do reality e venceu por decisão. Peña foi eliminado da competição nas quartas de final após se lesionar durante a luta e ser declarado perdedor por nocaute técnico. Ele ficou impedido de continuar na competição mas ganhou uma vaga no card do  The Ultimate Fighter 27 Finale.

#### Ultimate Fighting Championships
Peña fez sua estreia no UFC em 6 de julho de 2018 no The Ultimate Fighter 27 Finale contra Richie Smullen.  Ele venceu por finalização no primeiro round.
Em 10 de novembro de 2018, Peña enfrentou Michael Trizano no UFC Fight Night: Korean Zombie vs. Rodríguez. Ele perdeu por decisão dividida.
Peña enfrentou Steven Peterson em 23 de março de 2019 no UFC Fight Night: Thompson vs. Pettis. Ele venceu por decisão unânime.
Peña enfrentou Matt Wiman em 22 de junho de 2019 no UFC Fight Night: Moicano vs. Korean Zombie. Ele venceu por nocaute técnico no terceiro round.
Peña enfrentou Matt Frevola em 12 de outubro de 2019 no UFC Fight Night: Joanna vs. Waterson. Ele perdeu por decisão dividida.
Peña enfrentou Steve Garcia em 29 de fevereiro de 2020 no UFC Fight Night: Benavidez vs. Figueiredo. Ele venceu por decisão unânime.

## Cartel no MMA
| Cartel no MMA   |            |            |
| 12 lutas        | 9 vitórias | 3 derrotas |
| Por nocaute     | 2          | 0          |
| Por finalização | 4          | 1          |
| Por decisão     | 3          | 2          |

| Res.    | Cartel | Oponente            | Método                   | Evento                                       | Data       | Round | Tempo | Local                       | Notas                                                 |
| ------- | ------ | ------------------- | ------------------------ | -------------------------------------------- | ---------- | ----- | ----- | --------------------------- | ----------------------------------------------------- |
| Vitória | 9-3    | Alex Munoz          | Decisão (dividida)       | UFC on ESPN: Whittaker vs. Gastelum          | 17/04/2021 | 3     | 5:00  | Las Vegas, Nevada           |                                                       |
| Derrota | 8-3    | Khama Worthy        | Finalização (guilhotina) | UFC Fight Night: Poirier vs. Hooker          | 27/06/2020 | 3     | 2:53  | Las Vegas, Nevada           |                                                       |
| Vitória | 8-2    | Steve Garcia        | Decisão (unânime)        | UFC Fight Night: Benavidez vs. Figueiredo    | 29/02/2020 | 3     | 5:00  | Norfolk, Virginia           |                                                       |
| Derrota | 7-2    | Matt Frevola        | Decisão (dividida)       | UFC Fight Night: Joanna vs. Waterson         | 12/10/2019 | 3     | 5:00  | Tampa, Florida              |                                                       |
| Vitória | 7-1    | Matt Wiman          | Nocaute Técnico (socos)  | UFC Fight Night: Moicano vs. Korean Zombie   | 22/06/2019 | 3     | 1:14  | Greenville, Carolina do Sul | Volta aos Leves.                                      |
| Vitória | 6-1    | Steven Peterson     | Decisão (unânime)        | UFC Fight Night: Thompson vs. Pettis         | 23/03/2019 | 3     | 5:00  | Nashville, Tennessee        | Estreia nos Penas; Peña não bateu o peso (148.5 lbs). |
| Derrota | 5-1    | Michael Trizano     | Decisão (dividida)       | UFC Fight Night: Korean Zombie vs. Rodríguez | 10/11/2018 | 3     | 5:00  | Denver, Colorado            |                                                       |
| Vitória | 5-0    | Richie Smullen      | Finalização (guilhotina) | The Ultimate Fighter: Undefeated Finale      | 06/07/2018 | 1     | 3:32  | Las Vegas, Nevada           |                                                       |
| Vitória | 4-0    | Kobe Wall           | Finalização (kimura)     | Worlds Collide                               | 22/07/2017 | 3     | 1:40  | Rome, Georgia               |                                                       |
| Vitória | 3-0    | Damir Ferhatbegovic | Finalização (triângulo)  | Valor Fights 41: Cala vs Wright              | 18/03/2017 | 2     | 4:47  | Elizabethton, Tennessee     | Ganhou o cinturão peso leve vago do VF.               |
| Vitória | 2-0    | Brandon Schehl      | Finalização (mata leão)  | Shamrock FC 279                              | 02/12/2016 | 2     | 3:40  | Kansas City, Missouri       |                                                       |
| Vitória | 1-0    | Chris Petty         | Nocaute (soco)           | Fight Hard MMA                               | 17/09/2016 | 1     | 4:22  | St. Charles, Missouri       | Estreia nos Leves.                                    |